# Cornelis van Aerssen van Sommelsdijk

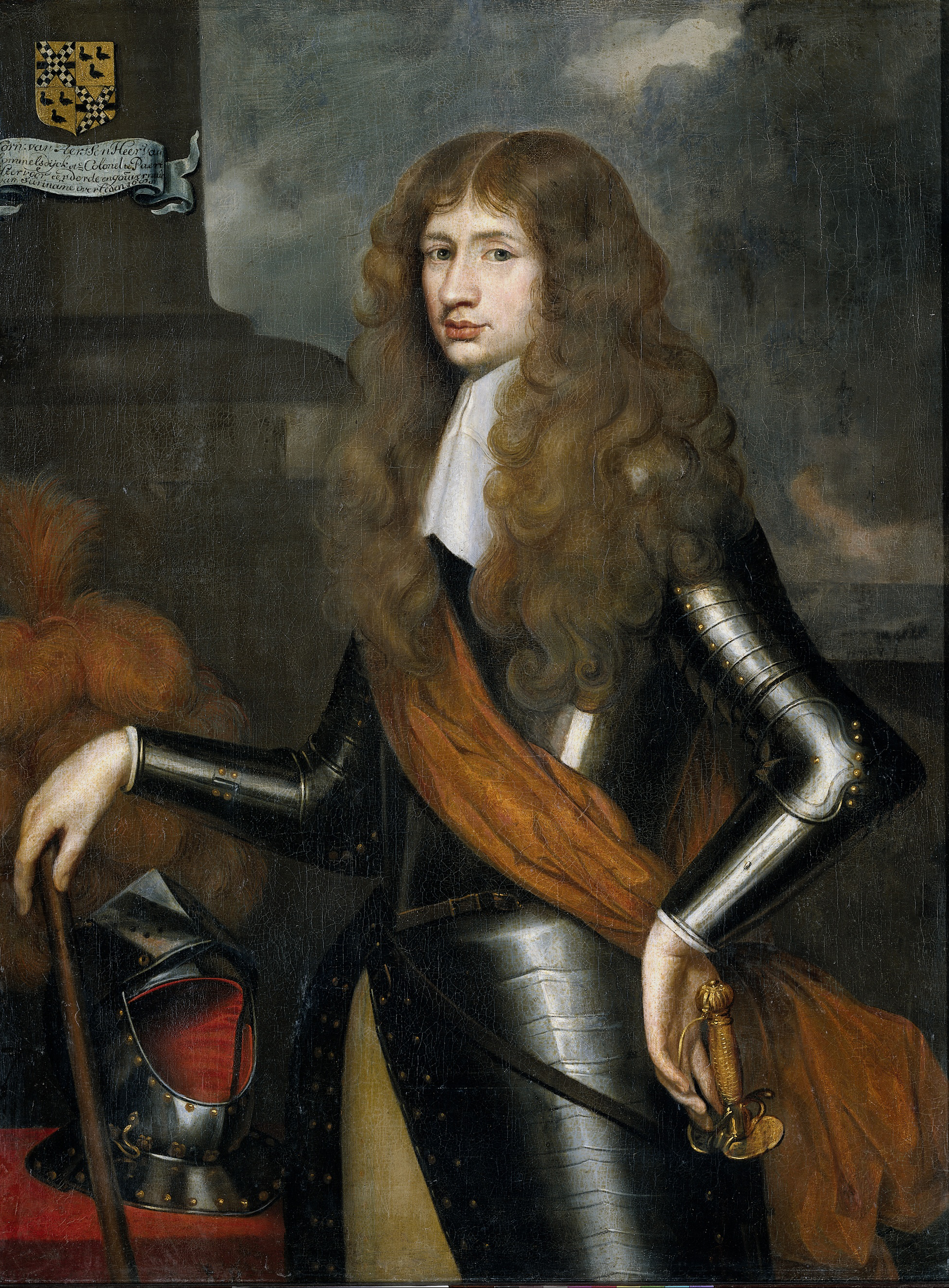
Cornelis van Aerssen

Cornelis van Aerssen, Herr von Sommelsdijk (* 20. August 1637 in Den Haag; † 19. Juli 1688 in Paramaribo) war ein niederländischer Oberst der Kavallerie und der erste Gouverneur von Suriname nach der Gründung der Sozietät von Suriname im Jahre 1683 bis zum Tod. 

## Jugend
Cornelis van Aerssen aus der Familie van Aerssen war der zweite Sohn von Cornelis van Aerssen und Lucia van Walta. Als junger Mann war er Page am Hof des Prinzen Wilhelm II. von Oranien-Nassau. 
Vom Dezember 1656 bis 1658 bereiste er mit seinem Bruder François Frankreich und Spanien. Er heiratete 1664 in Paris Margaretha de Puy de Saint André Montbrun. Im Englisch-Niederländischen Krieg war er 1666 beteiligt am St. James’s Day Fight und dem Führungsstreit zwischen den Admiralen Michiel de Ruyter und Cornelis Tromp. Im folgenden Jahr bot er Johan de Witt seine Dienste an. Beim Statthalter der Niederlande Wilhelm III. von Oranien-Nassau genoss er nicht immer das volle Vertrauen als Oberst.

## Suriname
Cornelis van Aerssen blieb nicht in Den Haag. Er begründete mit Philip van Hulten die Sozietät von Suriname, die er 1683 für 86.666 Gulden zu einem Drittel aufkaufte, und ließ sich von den Mitbesitzern, der Westindischen Kompagnie (WIK) und der Stadt Amsterdam, zum unbesoldeten Gouverneur von Suriname wählen. Diese Kolonie gehörte bisher der Provinz Zeeland. Der Sklavenhandel wurde an die Sozietät übertragen, es  musste für jeden verkauften Sklaven ein Betrag von 15 Gulden an die WIK bezahlt werden. Hierdurch traten auch die Stadt Amsterdam und van Aerssen als Sklavenhändler auf. Am 3. September 1683 trat er die Reise von Texel nach Paramaribo an, wo er am 24. November 1683 eintraf. Dort wohnten nur etwa 1.200 Weiße (niederländische Protestanten, Hugenotten nach 1685, portugiesische und deutsche Juden) und 6000 afrikanische Sklaven, standen nicht mehr als 60 Häuser, die Garnison umfasste 300 Mann. In der Kolonie herrschten Streit und Uneinigkeit. Mit dem von ihm selbst eingesetzten örtlichen Politycke Raed geriet er schnell in Konflikt. Ein Streitpunkt war die Sonntagsruhe, die er als Calvinist durchsetzen wollte, doch wollten weder die jüdischen Plantageneigner der Jodensavanne noch die Stadt Amsterdam ihm folgen. Er war einverstanden, dass die Sklaven am Sonntag arbeiteten und am Sabbat frei hatten. Er ordnete an, dass die Plantagenbesitzer nicht mehr als drei Peitschenschläge verabreichten und keine Todesstrafen verhängten. Ehen mit Sklavinnen wurden verboten.

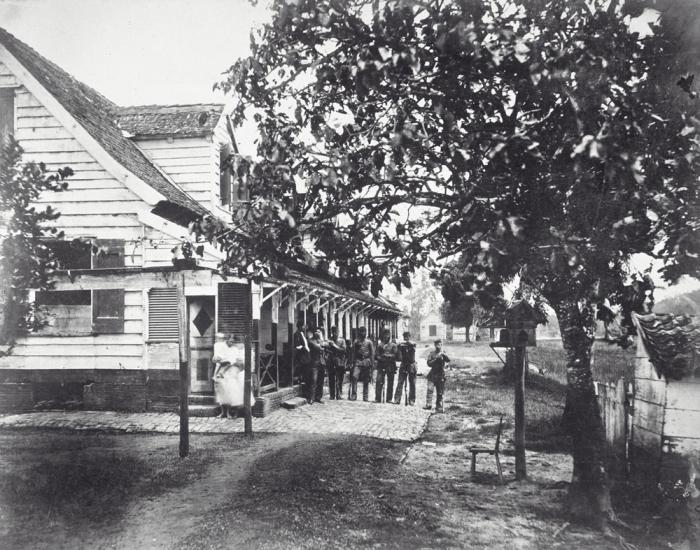
Militär in Fort Sommelsdijck (1884)

Van Aerssen reorganisierte das Maß-, Gewichts- und Münzwesen. Die meisten Zahlungen wurden in Zucker geleistet. Er sorgte für einen geregelten Wasserhaushalt, der mehr Ackerbau erlaubte. Er ließ Deiche und Schleusen bauen. Das Fort Sommersdijk wurde nach ihm benannt. Fünf angrenzende Indianersiedlungen wurden niedergebrannt.
Van Aerssen heiratete in Nebenehe eine unbekannte Indianerin und gründete eine Zucker- und erste Kakaoplantage Chatillon. Er förderte die Ansiedlung der Hugenotten und der Labadisten, einer Sekte, zu der seine drei Schwestern gehörten und die einen Besitz der Familie im friesischen Wieuwerd bewohnte.

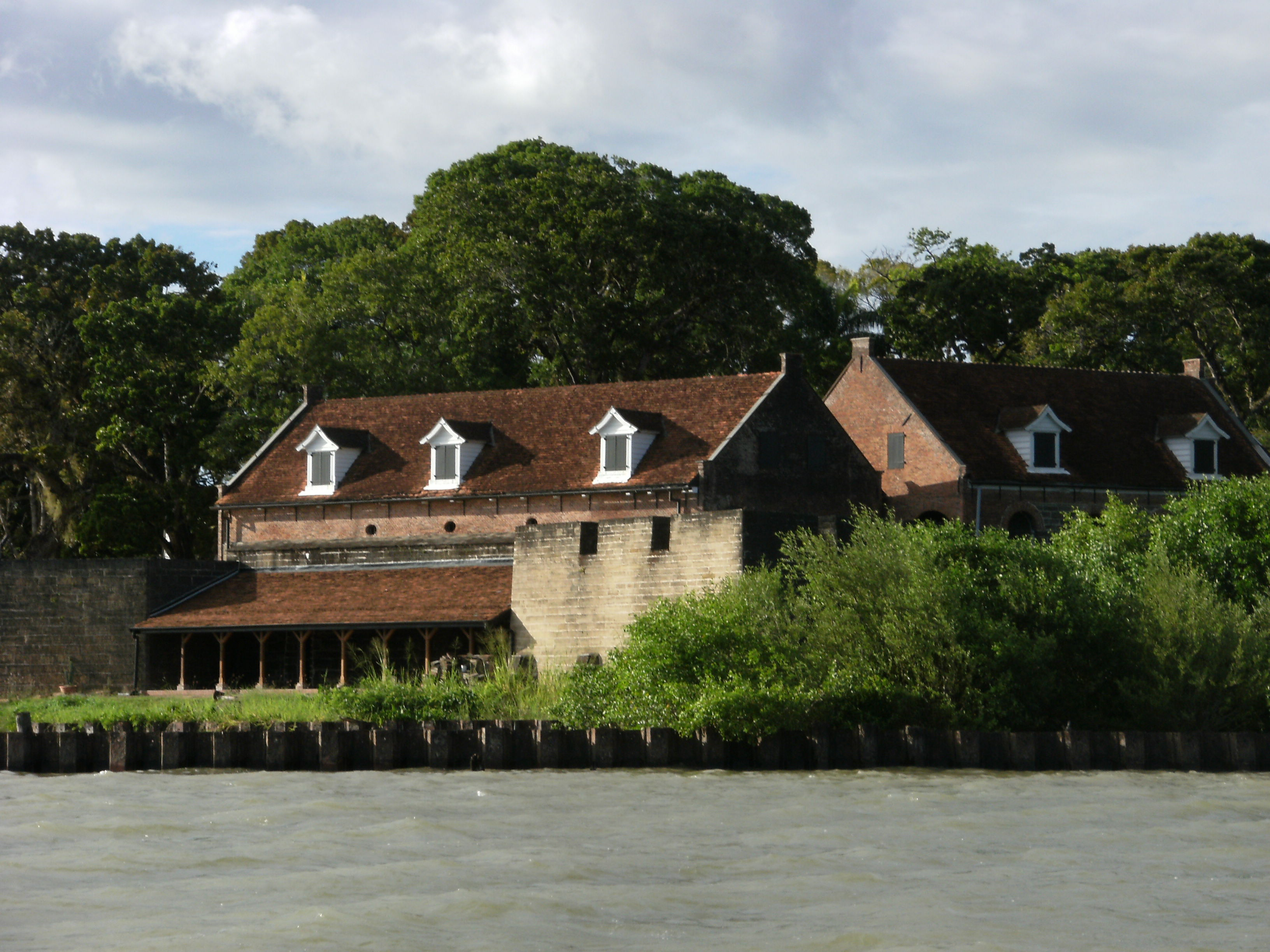
Fort Zeelandia

Trunkene Soldaten fanden, dass sie für ihre sklavenartige Arbeit am Fort Zeelandia zu wenig Nahrung und Alkohol bekamen. Daher forderte eine Deputation von elf Mann am 19. Juli 1688 vom Gouverneur bessere Bedingungen. Van Aerssen war nicht einverstanden, zog seinen Degen, aber die Umstehenden töteten ihn und seinen Assistenten Laurens Verboom. Die Meuterer wurden aufgehängt, ein Rest in die Republik zurückgeschickt. 
Cornelis van Aerssen wurde 1689 in Sommelsdijk begraben. Die Witwe versuchte wegen vieler hinterbliebener Schulden ihren Anteil an der Kolonie zu verkaufen. Doch war niemand interessiert. Sein Sohn François van Aerssen van Sommelsdijk (1669–1740) übernahm das Erbe.

## Einschätzung
Cornelis van Aerssen war weniger ein vermögender Edelmann als ein Strohmann der Amsterdamer Interessen. Amsterdamer Finanziers gaben ihm das Geld, um seinen Anteil an der Sozietät zu erwerben. Er war am Sklavenhandel und am Plantagenbetrieb mit Sklaven beteiligt.

## Einzelbelege
1. ↑  Natalie Zemon Davis: Metamorphosen: das Leben der Maria Sibylla Merian. Wagenbach, Berlin 2003, ISBN 978-3-8031-2484-5, S. 68 f.
2. ↑  Rietje van Vliet: De familie Van Aerssen van Sommelsdijk. 5. April 2014, abgerufen am 26. März 2022 (niederländisch).

| Personendaten    | Personendaten                                       |
| ---------------- | --------------------------------------------------- |
| NAME             | Aerssen, Cornelis van                               |
| ALTERNATIVNAMEN  | Aerssen van Sommelsdijk, Cornelis van               |
| KURZBESCHREIBUNG | niederländischer Oberst und Gouverneur von Suriname |
| GEBURTSDATUM     | 20. August 1637                                     |
| GEBURTSORT       | Den Haag, Niederlande                               |
| STERBEDATUM      | 19. Juli 1688                                       |
| STERBEORT        | Paramaribo, Suriname                                |